# Synanthedon unocingulata
Synanthedon unocingulata is een vlinder uit de familie wespvlinders (Sesiidae), onderfamilie Sesiinae.
Synanthedon unocingulata is voor het eerst wetenschappelijk beschreven door Bartel in 1912. De soort komt voor in het Palearctisch gebied.